# Barcial de la Loma
Barcial de la Loma è un comune spagnolo di 155 abitanti situato nella comunità autonoma di Castiglia e León.